# Бакаев, Михаил Иванович
Михаил Иванович Бакаев (12 сентября 1902, Белебей, Уфимская губерния — 25 октября 1962, Ленинград) — советский военный деятель, контр-адмирал (11 мая 1949).

## Биография
Родился в семье малоимущих, новокрещённых татар (в анкетах писался русским). Был первым ребёнком в семье. Окончил церковно-приходскую школу в Белебее. В 1913 году начал работать в местной типографии наборщиком.
06 июля 1919 году добровольцем поступил на службу в Красную Армию, участвовал в Гражданской войне в составе 5-й армии Восточного фронта.
По окончании Гражданской войны был демобилизован в феврале 1921 года. В 1922 году окончил уездную совпартшколу. Был направлен продинспектором в Шаранскую волость, а после окончания областной школы — секретарём канткома комсомола в Белорецком кантоне.
С апреля 1924 года вновь на военной службе, красноармеец и ответственный организатор комсомольской организации 4-го Кавказского стрелкового полка 2-й Кавказской стрелковой дивизии. В 1925 году вступил в ВКП(б). С февраля 1926 г. секретарь начальника политуправления Кавказской Краснознаменной армии. С марта 1927 г. политрук артиллерийской батареи 5-го Кавказского стрелкового полка 2-й Кавказской стрелковой дивизии. С сентября 1929 г. помощник политкома 2-го отдельного кавалерийского эскадрона 2-й Кавказской сд. С сентября 1931 г. ответственный секретарь партбюро 4-го Кавказского стрелкового полка 2-й Кавказской сд. В 1933 году окончил первый курс Военно-политической академии им. Н.Г. Толмачева в Ленинграде. Продолжить обучение по состоянию здоровья не смог. С апреля 1933 г. перешёл на службу в ВМФ и был назначен инструктором Крымского укрепленного района. С января 1935 г. военком 35-й батареи Крымского укрепрайона. С октября 1937 г. инспектор политуправления Черноморского флота. С мая 1938 г. начальник отдела руководящих политорганов политуправления ЧФ. С апреля 1939 г. заместитель начальника политуправления ЧФ. С 22 июля 1940 г. Член Военного совета Краснознаменной Амурской военной флотилии.
Великую Отечественную войну встретил в прежде должности. В связи с введением в октябре 1942 г. в Вооружённых силах СССР единоначалия и отменой института военных комиссаров переаттестован в капитана 1 ранга. В 1943 году по личной просьбе отправлен на фронт. В июне-июле 1943 г. находился в распоряжении ГПУ ВМФ, а с 19 июля 1943 г. был назначен начальником политотдела Новороссийской военно-морской базы. Выполняя свои обязанности, неоднократно бывал на Малой земле, встречался с личным составом частей, беседовал с моряками, вручал партийные билеты, проверял организацию снабжения, горячего питания, состояние полевых госпиталей. Заместитель командира десанта, освобождавшего Новороссийск. Опыт Новороссийской десантной операции был обобщен ГПУ ВМФ и в октябре 1943 года издан отдельной книгой «Партийно-политическая работа в Новороссийской десантной операции (10—16 сентября 1943)». Разосланная всем флотам и флотилиям, она сыграла значительную роль в улучшении партийно-политической работы в последующих боевых операциях, поскольку Новороссийская десантная операция показала высокое значение правильно организованной работы политорганов, партийных и комсомольских организаций в деле сплочения личного состава, его мобилизации на выполнение боевых задач. С 14 апреля по 25 сентября 1944 года возглавлял политотдел Севастопольской ВМБ ЧФ.
С сентября 1944 года по декабрь 1945 учился на высших военно-политических курсах Военно-Морского флота. После их окончания направлен на Северный флот заместителем начальника политического управления. С июля 1947 г. замполит Дунайской военной флотилии. В сентябре 1948 года возглавил политуправление Черноморского флота. В 1949 году присвоено звание контр-адмирала. В июне 1950 года освобождён от занимаемой должности как несправившийся с работой и направлен в распоряжение ГПУ ВМФ. С января 1952 года — начальник политотдела Ленинградской ВМБ, с марта 1956 года — замполит Ленинградского Военно-морского района.
08 сентября 1960 года вышел в отставку по состоянию здоровья и выслуге лет.

## Воинские звания
Полковой комиссар
Бригадный комиссар —03.11.1939
Капитан 1 ранга — 25.12.1942
Контр-адмирал — 11.05.1949

## Награды
Орден Ленина (1947),
Орден Красного Знамени (1944, 1945, 1953),
Орден Отечественной войны I ст. (1944),
Орден Трудового Красного Знамени (1957),
Орден Красной Звезды (1943),
медали, в том числе ХХ лет РККА,
именное оружие (1952).

## Память
Похоронен на Красненьком кладбище.

Могила контр-адмирала Бакаева М. И.

В Белебее, на здании бывшей типографии, где работал М. И. Бакаев, установлена мемориальная доска.
Один из бронекатеров проекта 1125 носит имя "Адмирал Бакаев".